# Кастанер, Джерване
Джерване Кастанер (нидерл. Gervane Kastaneer; род. 9 июня 1996 года, Роттердам, Нидерланды) — нидерландский и кюрасаоский футболист, нападающий индонезийского клуба «Персиб Бандунг» и сборной Кюрасао.

## Клубная карьера
Начинал заниматься в академии «Фейеноорда», в 11 лет перешёл в академию «Дордрехта», которую окончил в 2013 году. 5 апреля 2013 года дебютировал в основной команде в поединке Эрстедивизи против «Спарты», выйдя на замену на 87-й минуте. Летом 2013 года подписал контракт с АДО Ден Хаагом, где играл в основном за молодёжную команду.
4 февраля 2015 года дебютировал в составе АДО в поединке Эредивизи против «Твенте», выйдя на замену на 86-й минуте вместо Уилсону Эдуарду. Всего в дебютном сезоне провёл 9 матчей, забил 1 мяч 12 апреля 2015 года в ворота «Утрехта».
19 июня 2015 года, в присутствии родителей, подставил подпись под новым двухгодичным контрактом сроком до лета 2017 года.
Во второй половине чемпионате 2015/2016 был отдан в аренду клубу «Эйндховен» сроком до конца сезона. Дебютировал за него 5 февраля 2016 года в поединке против второй команды «Аякса». Всего сыграл 14 встреч, забил 4 мяча. После аренды был возвращён в состав «Ден Хаага».
С командой ударно начал сезон 2016/2017, став сходу игроком основного состава и забив 3 мяча в первых 3 матчах.
В июле 2017 года перешёл в немецкий «Кайзерслаутерн», заключив с клубом контракт на три года. 10 августа дебютировал во Второй Бундеслиги в матче против клуба «Дармштадт 98», выйдя на замену на 88-й минуте. За сезон провёл 10 матчей в чемпионате и одну игру в Кубке Германии.
25 июня 2018 года Джерване стал игроком нидерландского клуба НАК Бреда на два сезона.

## Карьера в сборной
Играл за юношеские сборные Нидерландов до 19 и 20 лет. В 2015 году Кастанер в составе юношеской сборной Нидерландов принял участие в юношеском чемпионате Европы в Греции. На турнире он сыграл в матчах против команд Испании и Германии, в каждом выходя на замену.